# Logisztikai költségek
Logisztikai költségek a logisztikai feladatokhoz kapcsolódó költségek.

## Típusai
a) Vevő kiszolgálási szint költségei
- A vevő kiszolgálásával kapcsolatos költségek
- Az elmaradt értékesítések költségei és az ezzel elveszített jövőbeni profit
b) Szállítási költségek
Ezek teszik ki a költségek legnagyobb hányadát
Feloszthatjuk pl.:
- Belső
- Külső
c) Raktározási költségek
Nem közvetlenül a készletek nagyságától, hanem a raktárak számától függ
- Munkabér
- Épülethez kapcsolódó fix költségek
d) Készletezési / Készlettartási költségek
Olyan költségek amelyek együtt változnak a készlet szinttel (pl. biztosítás)
e) Sorozat nagysághoz kapcsolódó költségek
Azok a beszerzéssel, gyártással és értékesítéssel kapcsolatos költségek, amelyek változnak ha változik a tétel nagyság. Megmutatják mennyibe kerül ha eltérő mennyiségen szerzünk be, termelünk, értékesítünk.
- termelés átállás költsége
- átállási selejtek költségei
- ellenőrzés költsége
- anyagkezelés, mozgatás és szállítás költségei
f) Rendelés feldolgozási költségek és információs rendszer költségei
- rendelés beérkezés költsége
- rendelés továbbítás költsége
- kezelési költségek
- belső és külső kommunikációs költségek

## Költségek közötti konfliktusok
Egyes területeken a költségek csökkentése más területeken a költségek növekedését eredményezheti. Ez általában a kapacitások túllépéséből adódik. Például ha a szállítási költségeket csökkentjük, akképpen hogy ritkábban szállítunk, akkor – azonos anyagszükséglet mellett – nagyobb raktárkapacitásra lesz szükségünk a termelés kiszolgálásra a következő beérkezésig.
Így a logisztikában a szükségletek lehető legalacsonyabb költségű kielégítését a lehető legideálisabb kapacitás kihasználással érhetjük el.